# Pambolus spinator
Pambolus spinator är en stekelart som beskrevs av Sergey A. Belokobylskij 1992. Pambolus spinator ingår i släktet Pambolus och familjen bracksteklar. Inga underarter finns listade i Catalogue of Life.